# アルティン・シュライアー理論
数学において、アルティン・シュライアー理論 (Artin–Schreier theory) は、標数 p の体の p 次ガロワ拡大の記述を与える。従ってそれはクンマー理論では記述できない場合を扱う。

## アルティン・シュライアー拡大
K を標数 p の体とし、a をこの体のある元とする。多項式 Xp − X + a の分解体への K の拡大をアルティン・シュライアー拡大と呼ぶ。b がこの多項式の 1 つの根であれば、0 から p − 1 までの i に対して b + i がその多項式の全ての根であり（cf. フロベニウス準同型）、それらは相異なる。すると 2 つの場合があり得る。
- 根の 1 つが K に属していれば、すべての根は K に属しており、多項式は K 上既に分解している。
- そうでないとき、つまり根の 1 つが K に属していなければ、どの根も K に属していない、言い換えると a は x ∈ K に対して x − xp の形ではない。このとき多項式 Xp − X + a は K 上既約である。その分解体（および根体） K[b] は K の p 次巡回拡大であり、拡大のガロワ群の生成元（の 1 つ）は {\displaystyle b\mapsto b+1} によって定義される写像によって与えられる。

実際 2 つ目の場合には、Xp − X + a の分解体は K 上 b で拡大され、多項式の p 個の根 b + i は K[b] に属しており相異なる。すると K のこの拡大は分離拡大であり従ってガロワ拡大である。ガロワ群が p 個の射からなり 0 ≤ i ≤ p − 1 に対して {\displaystyle b\mapsto b+i} によって定義されることを証明するには、多項式が既約であること、従って K[b] がその根体であることを示せば十分である。
もし K[X] の次数 0 < d < p の多項式が Xp − X + a を割れば、それは K[b] において単項式 (X − b − i) の積であり、Xd − 1 の係数は、K の元で、従って j ∈ K で −db − j の形で、d は K において 0 でなく、これは b が K に属していないから不可能である。よって多項式は既約である。
例えば、2 つの元を持った有限体は 4 つの元からなる有限体をアルティン・シュライアー拡大として持ち、これは多項式 X2 − X + 1 = X2 + X + 1 によって拡大されたものである。

## アルティン・シュライアー理論
アルティン・シュライアー理論は上の事実の逆をいうものである。標数 p の体の p 次巡回拡大はすべてアルティン・シュライアー拡大である。これは例えばヒルベルトの定理90の加法版を使って証明される。
p 次非ガロワ拡大はこの理論によって記述することはできない。例えば、p 個の元を持った素体上の一変数関数体 Fp(T) において不定元 T の p 乗根（つまり不定元 X の多項式 Xp − T の根、これは非分離である）を添加して得られる拡大。
従って冪根による分解の理論の標数 p の類似理論はアルティン・シュライアー拡大を認めなければならない。拡大次数が標数の冪の拡大を得るにはヴィットベクトルの理論を使う。

## 歴史的コメント
アルティン・シュライアー型の多項式は1866年に出版された Joseph-Alfred Serret の Cours d'algèbre supérieure の第三版の有限体についての章において既に見つかる。セレは整数 g が素数 p で割れなければ多項式 Xp − X − g は mod p で既約であること、現代的な言葉で言えば、すべての g ∈ Fp* に対して Xp − X − g は既約であること、を証明している。この結果は上のことから標数 p の体を Fp として証明できる。